# Diabotical
Diabotical est un jeu de tir à la première personne multijoueur 2020 développé par l'équipe suédoise GD Studio et édité par Epic Games,. Il est dans le genre Arena FPS et propose un gameplay similaire à Quake III Arena et ses successeurs, avec une variété de modes de jeu, d'armes et de mécanismes de mouvement complexes. Diabotical utilise un moteur écrit de toutes pièces, le Glitch Engine .
Le jeu est entré en version bêta fermée le 28 février 2020. À sa sortie, il sera en free-to-play. 250 000 $ ont été réservés pour les compétitions d'esport au cours de la première année du jeu, .
Une suite, intitulée Diabotical Rogue, est sortie en accès anticipé le 4 juin 2024. Il s'agit d'un jeu de tir à la première personne basé sur des classes, intégrant des éléments de type roguelite à travers des chargements d'armes et des améliorations aléatoires.